# Cyathea aneitensis

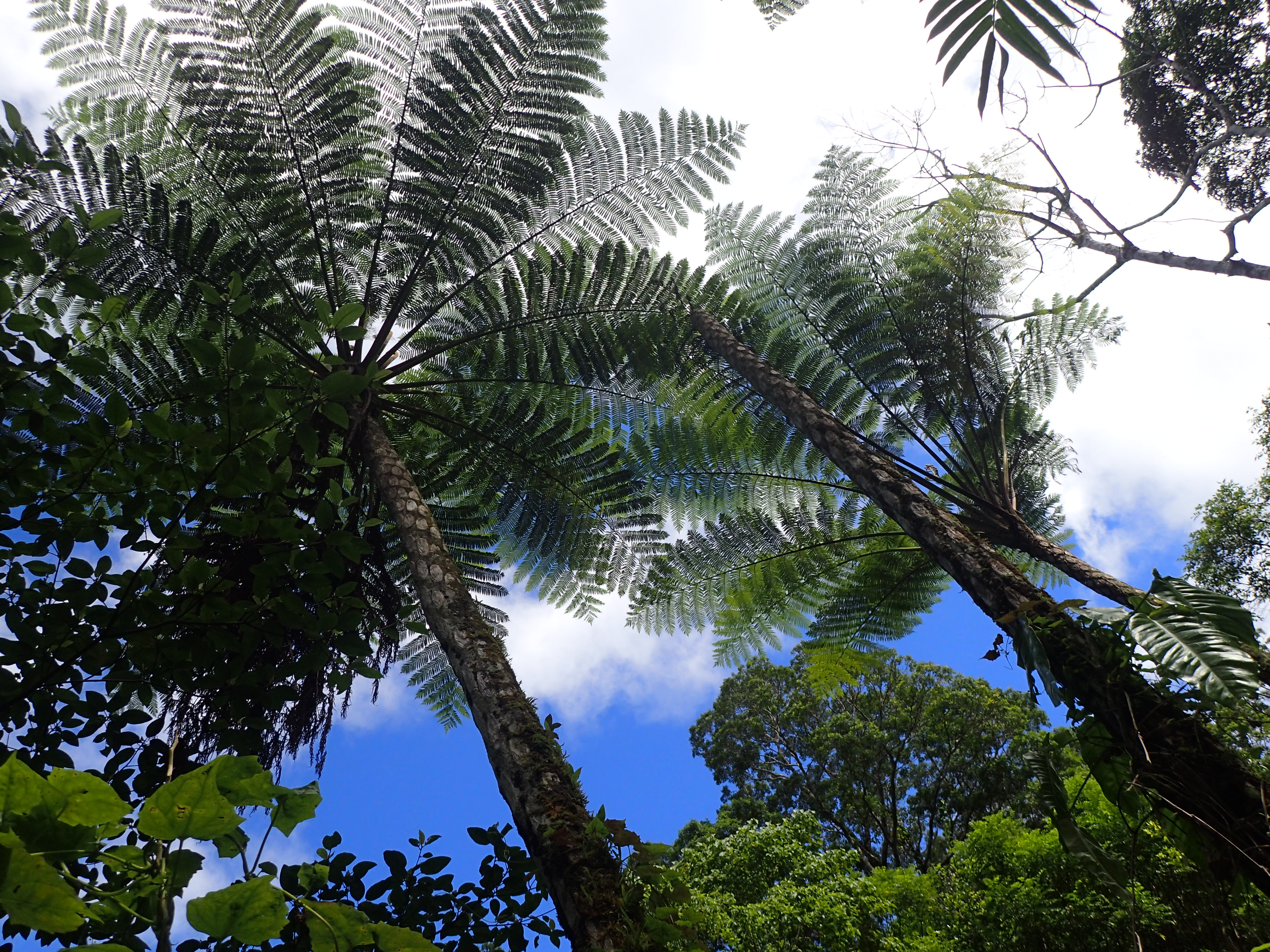
Cyathea Aneitensis

Cyathea aneitensis är en ormbunkeart som beskrevs av William Jackson Hooker. Cyathea aneitensis ingår i släktet Cyathea och familjen Cyatheaceae. Inga underarter finns listade.